# Sober (Spagna)
Sober è un comune spagnolo di 2 681 abitanti situato nella comunità autonoma della Galizia.